# Evelyn Baring (1841-1917)

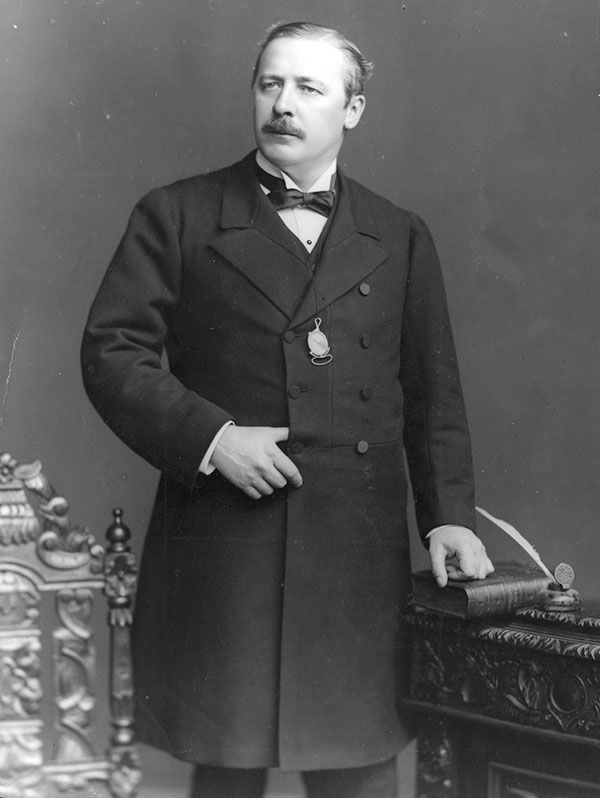
Evelyn Baring in 1895

Evelyn Baring, later de eerste Graaf van Cromer (Cromer, 26 februari 1841 – Londen, 29 januari 1917) was een Brits militair en koloniaal ambtenaar in Egypte.
Baring stamde uit een van oorsprong Duits bankiersgeslacht, zijn grootvader had de Barings Bank gesticht. Na zijn officiersopleiding klom hij op tot majoor van de artillerie. Vervolgens was hij adjudant van de Britse inspecteur op de Ionische eilanden en van de gouverneur-generaal van Brits-Indië, die zijn neef was.
Hij werd in 1877 door Londen benoemd als Brits hoofd van de Frans-Britse commissie tot sanering van de Egyptische financiën na het staatsbankroet van dat land in 1876, waarin zijn familie tot de grootste schuldeisers behoorde.
In 1883, na het Britse ingrijpen tegen het Egyptische bewind van Ahmed Urabi, werd hij consul-generaal van Brits Egypte. In deze hoedanigheid beheerste hij tussen 1883 en 1907 de Egyptische politiek.
In 1899 sloot hij met de Khedive het verdrag waarbij het Brits-Egyptisch Soedan werd gesticht.
Evelyn Baring, gouverneur-generaal van Kenia, was een van zijn zoons.